# إيدو كايمبي
إيدو كايمبي (بالفرنسية: Edo Kayembe)‏ هو لاعب كرة قدم كونغولي ديمقراطي في مركز الوسط ولد في يوم 3 أغسطس 1998 في مدينة كانانغا في جمهورية الكونغو الديمقراطية، يلعب حالياً مع نادي أندرلخت، في سنة 2019 بدأ باللعب مع منتخب الكونغو الديمقراطية الأولمبي، يبلغ طوله 183 سم.

## روابط خارجية
- إيدو كايمبي على موقع قاعدة بيانات كرة القدم.إي يو (الإنجليزية)
- إيدو كايمبي على موقع بيانات كرة القدم. دي إي (الألمانية)
- إيدو كايمبي على موقع ناشيونال فوتبول تيمز (الإنجليزية)
- إيدو كايمبي على موقع Soccerbase.com (لاعب) (الإنجليزية)
- إيدو كايمبي على موقع Soccerway.com (الإنجليزية)
- إيدو كايمبي على موقع عالم كرة القدم.نت (الإنجليزية)